# Post- und Fernmeldemuseum Luxemburg
Das Post- und Fernmeldemuseum Luxemburg („PostMusée“) befindet sich in Luxemburg (Stadt). Es zeigt die Geschichte der Post und des Fernmeldewesens von Luxemburg.

## Öffnungszeiten
Das von Post Luxembourg unterhaltene PostMusée ist im Untergeschoss des historischen „Accinauto-Gebäude“ gegenüber vom Hauptbahnhof untergebracht. Der Eingang führt durch die „Téléboutique“. Es kann regelmäßig kostenfrei besucht werden. Nach vorheriger Anmeldung wird für Gruppen von fünf bis 25 Personen eine kostenlose Führung angeboten. Darüber hinaus gibt es spezielle Programme für Schulklassen.

## Exponate
Die Sammlungsexponate lassen sich grob in drei Bereiche einteilen.
- Fernmeldewesen / Telekommunikation: Hier können alte Telefone und andere seltene Kommunikationsapparate besichtigt werden. Des Weiteren werden ein funktionsfähiger Morseapparat, manuelle und elektromechanische Telefonzentralen sowie die Rekonstruktion einer Fernmeldebaustelle gezeigt.
- Postwesen: Ausgestellt sind eine Postkutsche von 1880, ein Original-Postschalter von 1912 und ein Poststationsbüro. Darüber hinaus sind alle seit 1852 herausgegebenen luxemburgischen Briefmarken und alte Druckplatten zu sehen. Eine Sammlung von Uniformen und Objekten aus dem Postbetrieb runden den Bereich ab.
- Postbankwesen: Anhand von alten Objekten und Apparaten werden auch die Anfänge des Postchèque dargestellt.

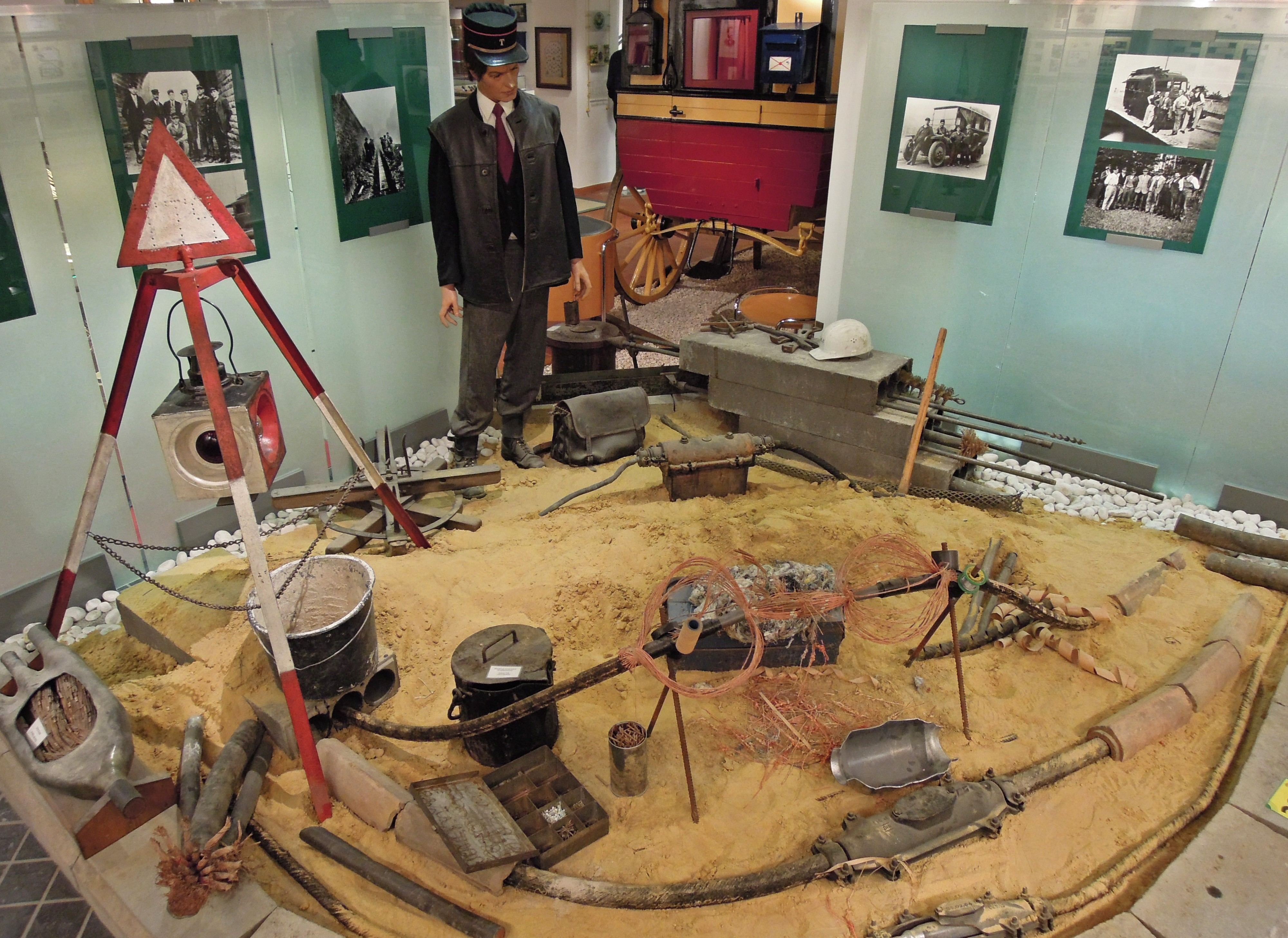
Fernmeldebaustelle
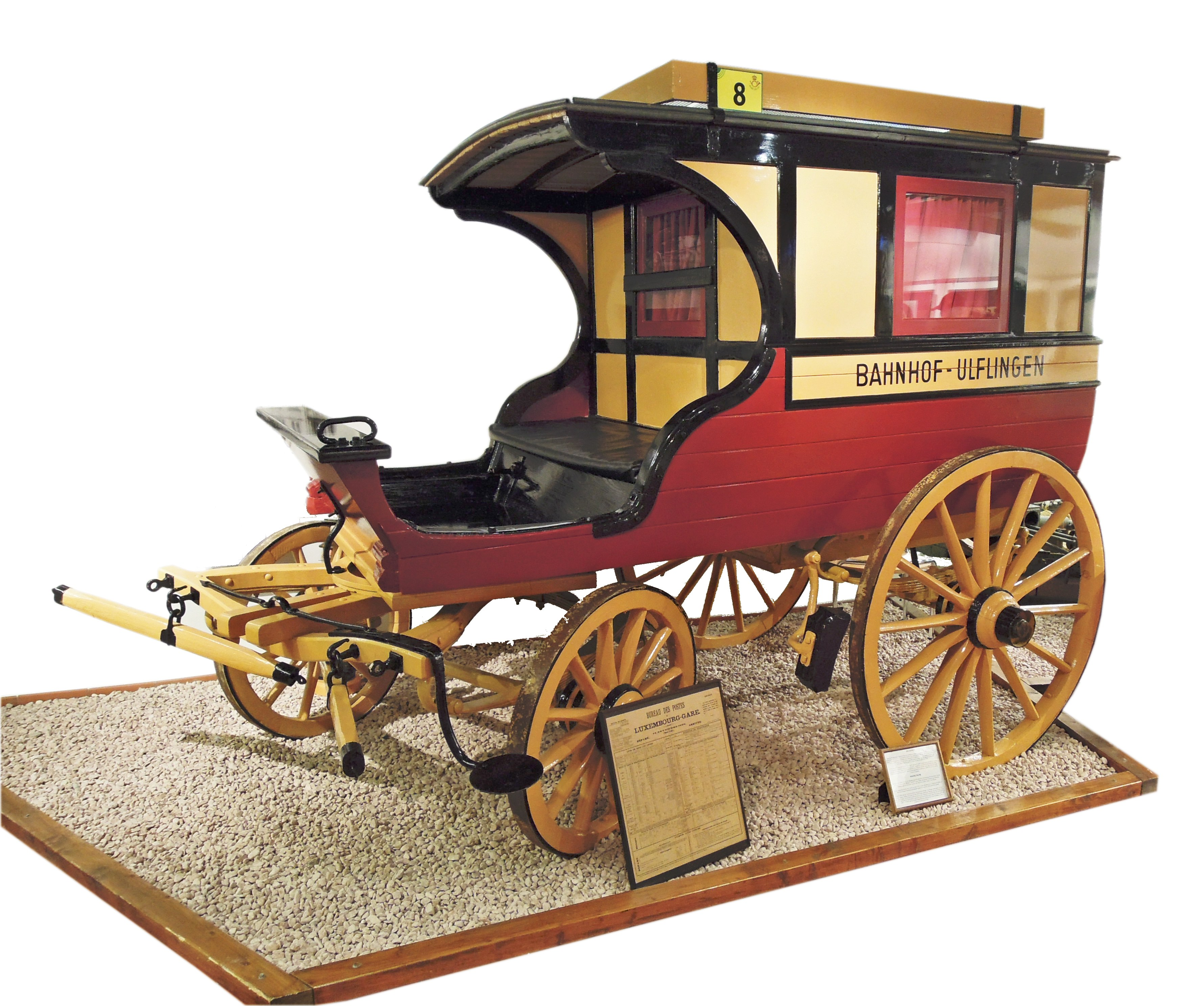
Postkutsche: Bahnhof–Ulflingen
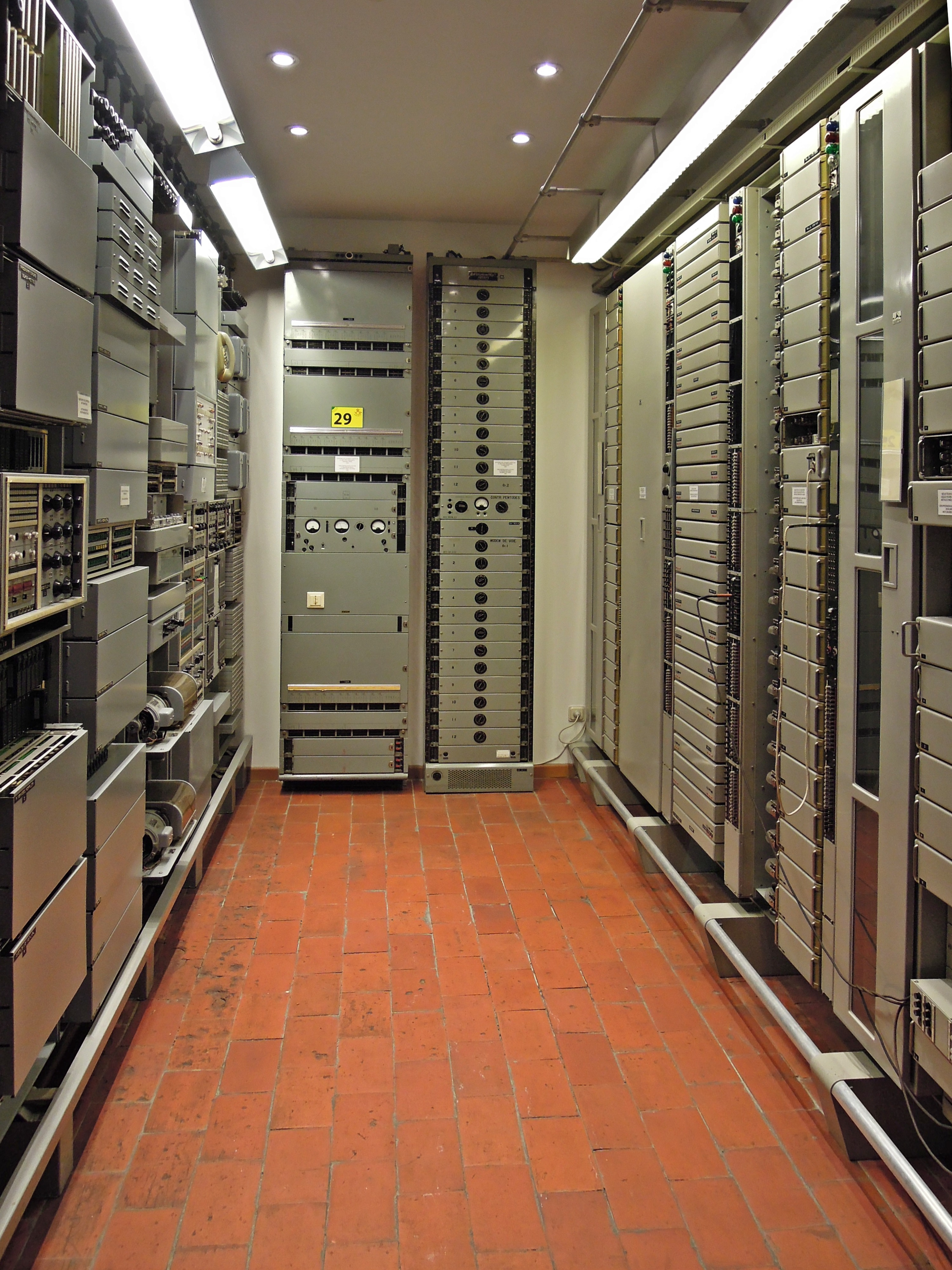
Vermittlung